# We Is the Power
We Is the Power è un singolo di Alexia pubblicato nel 2009.

## La canzone
È il secondo singolo promozionale estratto dall'album Ale & c. del 2009 eseguito da Alexia insieme ai Bloom 06.
Il brano è lo specchio della società moderna, in particolar modo pone l'accento sulla condizione dei giovani all'interno del gruppo sociale e della comunità sempre più corrotta e disonesta della quale se non fai parte, non sei nessuno. Mentre il messaggio risulta chiaro alle prime note del ritornello, Alexia qui lancia un urlo e difende i giovani, quelli che hanno "...grandi sogni tatuati sulla pelle...e dentro gli occhi il sacro fuoco delle stelle...", per arrivare al traguardo, emblema della coronazione dei propri sogni.
Scritta in italiano, la canzone è stata tradotta in inglese e riarrangiata in chiave elettropop, da Maurizio Lobina e Gianfranco Randone componenti del gruppo Bloom 06 ovvero ex Eiffel 65, e inserita nella riedizione del precedente album della cantante.
Il brano esce in tutte le radio e network musicali il 12 giugno.

## Il videoclip
Per la canzone è stato girato un videoclip, diretto da Jacopo Pietrucci, attraverso l'uso di una nuova tecnologia musicale di registrazione e riproduzione, l'olofonia. Il video è stato girato al palaghiaccio di Chiasso, in Svizzera, durante la "tappa 0" del nuovo tour della cantante.

## Curiosità
- Il brano in italiano si intitola "Il branco" ed è incluso nel precedente album della cantante ovvero Alè.
- Prima del singolo, l'ultimo singolo cantato da Alexia in inglese risaliva al 2004 e si intitola You need love.